# Бартунов, Олег Владимирович
Олег Владимирович Бартунов (род. 19 марта 1985, Ленинград) — российский баскетболист и тренер.

## Биография
Бартунов в течение 16 лет выступал за различные российские клубы в амплуа атакующего защитника и легкого форварда, пока не перешел на тренерскую работу в 2018 году. С апреля 2020 года Олег возглавлял столичную «Руна», с которой брал серебро Суперлиги в сезонах-2021/22 и -2022/23, и был бронзовым призером Кубка России (2022).